# Dubravka Vranić
Dubravka Vranić (Požega, 1974.), hrvatska arhitektica.
1993. – 2000. pohađa Arhitektonski fakultet Sveučilišta u Zagrebu. 2005. godine završava Berlage Institute.

## Karijera
- U suradnji s Vesnom Mravinac 2002. godine dobiva prvu nagradu za višestambenu zgradu u Krapini.
- U suradnji s Branimirom Rajčićem 2006. godine dobiva prvu nagradu za urbanističko-arhitektonsko rješenje zone društvenih djelatnosti «FINIDA» u Poreču - osnovna škola, dvorana, bazen.

## Vanjske poveznice
- višestambena zgradu u Krapini  Arhivirana inačica izvorne stranice od 14. listopada 2007. (Wayback Machine)
- Urbanističko-arhitektonska rješenja zone FINIDA  Arhivirana inačica izvorne stranice od 20. lipnja 2007. (Wayback Machine)